# Потпаљивачица (филм из 1984)
Потпаљивачица (енгл. Firestarter) је амерички научнофантастични хорор филм из 1984. године, рађен по истоименом роману Стивена Кинга, од редитеља Марка Лестера са Дру Баримор, Дејвидом Китом, Фредом Џоунсом, Хедер Локлир, Мартином Шином, Џорџом Си Скотом, Артом Карнијем и Луизом Флечер у главним улогама. Главни лик филма је осмогодишња девојчица Чарли Макги, која има способност пирокинезе и са својим оцем покушава да побегне од организације која жели да је искористи као нуклеарно оружје.
Филм је сниман у неколико градова на територији Северне Каролине, укључујући Вилмингтон и Лејк Луар. Био је номинован за Награду Сатурн за најбољи хорор филм, али је изгубио од Гремлина. Баримор је била номинована за исту награду у категорији најбољих младих глумаца и глумица. Филм је добио помешане критике и био је далеко боље прихваћен код публике него код критичара. Зарадио је између 17 и 19 милиона долара са буџетом који је износио приближно 12 милиона долара. Критичар Роџер Иберт оценио га је са 2/4 звездице, изјавивши да је „најневероватније код овог филма, то колико је досадан...” Филм је добио похвале за специјалне ефекте и перформансе већине глумаца. У једном интервјуу из 2012. Кинг је изјавио да ипак није задовољан овом адаптацијом своје књиге.
Првобитно је за редитеља био унајмљен Џон Карпентер, док је улога Ендија припала Ричарду Драјфусу. Међутим, пошто Јуниверзал пикчерс није био довољно задовољан комерцијалним успехом Карпентеровог Створа, он је замењен Лестером, а Драјфус 10 година млађим Дејвидом Китом. Карпентер је, међутим, у међувремену режирао још један филм по Кинговом роману, Кристина, који је био финансијски далеко успешнија од претходних филмова. Баримор се наредне године појавили у још једној Кинговој адаптацији, Мачије око.
Године 2002. на Syfy каналу приказана је мини-серија Потпаљивачица 2: Поново запаљена, која уједно представља и наставак овог филма.

## Радња
Двоје студената, Енди Макги и Вики Томлинсон, одлучују да се пријаве за мистериозни експеримент којим би се испитало деловање супстанце под називом LOT-6. Осморо других људи на којима је рађен експеримент умиру, док они успевају да преживе и добијају натприродне моћи, Вики телепатију, а Енди психокинезу, с тим што га коришћење ове моћи исцрпљује и изазива крварење из носа. Њих двоје добијају ћерку по имену Шарлин („Чарли”). Када она напуни 8 година, постаје јасно да и она има одређене моћи, и то пирокинезу (моћ да мислима запали шта год пожели). 
Једног дана, агенти Организације за научну интелигенцију, нападају дом Макгијевих, убијају Вики и безуспешно покушавају да одведу Чарли са собом како би је искористили као нуклеарно оружје. Енди и Чарли наредних неколико месеци проводе у бежању и скривању од организације. Када их коначно пронађу и убију Ендија, Чарли у бесу и жељи за осветом, одлучује да их све спали...

## Улоге
| Глумац         | Улога                            |
| -------------- | -------------------------------- |
| Дру Баримор    | Шарлин „Чарли” Макги             |
| Дејвид Кит     | Ендру „Енди” Макги               |
| Фреди Џоунс    | др Џозеф Ванлес                  |
| Хедер Локлир   | Викторија „Вики” Макги-Томлинсон |
| Мартин Шин     | капетан Џејмс Холистер           |
| Џорџ Си Скот   | Џон Рејнбирд                     |
| Арт Карни      | Ирв Мандерс                      |
| Луиза Флечер   | Норма Мандерс                    |
| Мозиз Ган      | др Херман Пинчот                 |
| Роберт Мијано  | заслепљени агент                 |
| Антонио Фаргас | таксиста                         |